# Clarisse Rasoarizay
Clarisse Rasoarizay, née le 27 septembre 1971, est une athlète malgache.

## Carrière
Aux Jeux de la Francophonie 1997 à Antananarivo, elle est médaillée d'or du marathon et médaillée d'argent du 10 000 mètres. Elle est médaillée d'argent du marathon aux Jeux de la Francophonie 2001 à Ottawa.
Elle remporte le marathon des Jeux africains de 2003 à Abuja. Elle termine 43e du marathon féminin aux Jeux olympiques d'été de 2004 à Athènes et du marathon féminin aux championnats du monde d'athlétisme 2005 à Helsinki.